# Черкесов, Виктор Васильевич
Ви́ктор Васи́льевич Черке́сов (13 июля 1950, Ленинград, СССР — 8 ноября 2022, Санкт-Петербург, Россия) — российский государственный деятель, генерал полиции (2003), директор Федеральной службы России по контролю за оборотом наркотиков (2003—2008), председатель Государственного антинаркотического комитета (2007—2008), руководитель Федерального агентства по поставкам вооружения, военной, специальной техники и материальных средств (2008—2010).
Депутат Государственной думы РФ VI созыва от КПРФ (с 2011 по 2016 год), первый заместитель председателя комитета Госдумы по безопасности и противодействию коррупции.

## Биография
Выходец из рабочей семьи, родители работали на судоремонтном заводе в Ленинграде.
Окончил юридический факультет Ленинградского государственного университета (1973). Служил в армии, в 1973—1975 годах работал в прокуратуре Ленинграда.
С 1975 года в органах государственной безопасности — оперуполномоченный, следователь, начальник отделения, заместитель, начальник отдела, начальник следственной службы Ленинградского управления КГБ СССР. Расследовал дела о коррупции, шпионаже, об антисоветской деятельности, о контрабанде. Был следователем по делам ленинградских диссидентов и инакомыслящих (дело Михаила Мейлаха, Гелия Донского и др.).
Обучался в спецшколе КГБ СССР и Высшей школе КГБ СССР.

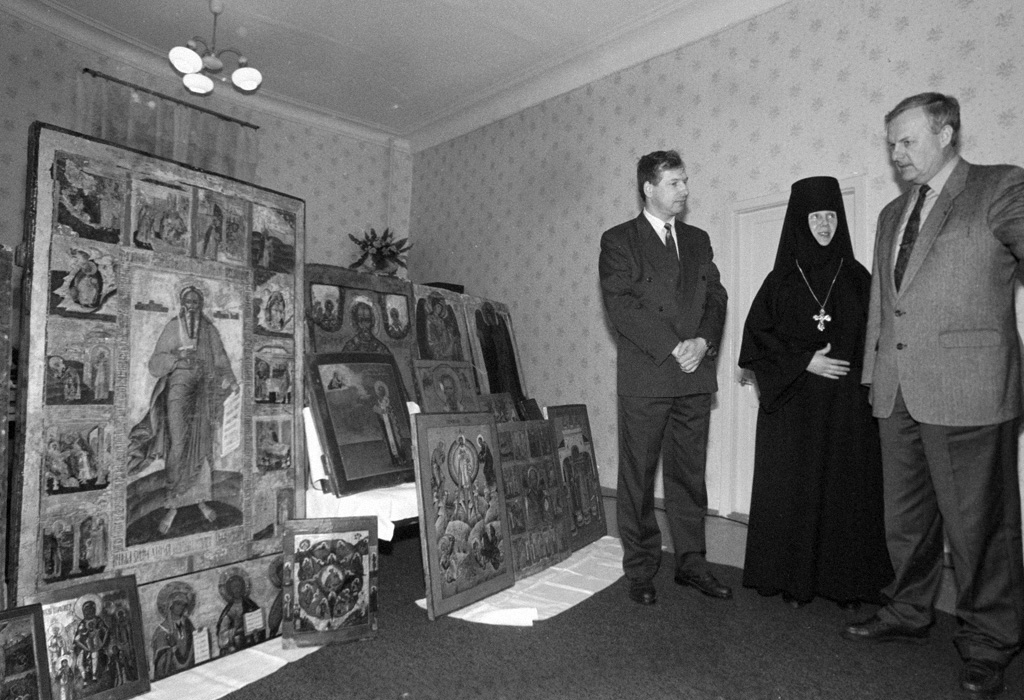
Мэр Санкт-Петербурга Анатолий Собчак (справа) и Виктор Черкесов (слева) передают иконы, изъятые у контрабандистов, игуменье Свято-Иоанновского женского монастыря Серафиме (в центре), 1995 год

В 1992—1998 годах начальник Управления Федеральной службы безопасности по Санкт-Петербургу и Ленинградской области, член коллегии ФСБ России.
С 1998 года первый заместитель директора ФСБ России Владимира Путина (через месяц после назначения последнего). Впоследствии Черкесова называли близким его соратником.
Весной 2000 года участвовал в президентской избирательной кампании Владимира Путина, работал в его предвыборном штабе.
С мая 2000 года полномочный представитель президента Российской Федерации в Северо-Западном федеральном округе. В 2000—2003 годах член Совета Безопасности Российской Федерации.
11 марта 2003 года указом Президента назначен председателем образованного Государственного комитета Российской Федерации по контролю за оборотом наркотических средств и психотропных веществ (Госнаркоконтроль), в 2004 году переименованного в Федеральную службу Российской Федерации по контролю за оборотом наркотиков (ФСКН России), — её директор по 12 мая 2008 года; по этой должности 20 октября 2007 года был назначен председателем Государственного антинаркотического комитета.
В декабре 2004 года Черкесов выпустил программную статью в «Комсомольской правде» (главной её темой была особая историческая роль чекистов в возрождении России), в которой напрямую обвинил ФСБ в организации против него кампании с компроматом в СМИ и даже намекнул на причастность конкурирующей спецслужбы к нападению боевиков на управление ФСКН в Нальчике, в результате которого погибли четыре сотрудника ведомства.
В газете «Коммерсантъ» 9 октября 2007 года опубликовал статью «Нельзя допустить, чтобы воины превратились в торговцев», в которой заявил о наличии конфликта между российскими спецслужбами ФСБ России и ФСКН России, призывал «чекистов» отказаться от личного обогащения и взять на себя ответственность за страну. Упомянутый в статье чекистский крюк, по мнению автора, удержал Россию от социальной катастрофы в 1990-х годах. Как писала испанская El País, в ответ каста «чекистов» начала воспринимать его как угрозу, а сам Путин посоветовал ему выбросить его статьи на помойку. Статья вызвала недовольство Путина, Черкесов впал в немилость. Ранее он выступал с позиции необходимости консолидации между ФСБ России и ФСКН России, противодействия попыткам посеять «взаимное недоверие в наших рядах», междоусобиц и выгодного «врагам национальной безопасности» разрушения этого специфического сообщества.
12 мая 2008 года назначен руководителем Федерального агентства по поставкам вооружения, военной, специальной техники и материальных средств (Рособоронпоставка). 11 июня 2010 года указом Президента Российской Федерации освобождён от должности и отправлен в отставку. Журнал «Русский Newsweek» отмечал, что она «стала первым случаем, когда ближайший соратник Владимира Путина… уходит в никуда».
23 сентября 2011 года стало известно, что Виктор Черкесов вошёл в федеральный список КПРФ на выборах в Государственную думу. Это, по мнению некоторых, стало «главной сенсацией компартии на этих выборах». Объясняя свой выбор, Черкесов, в частности, сказал: «Я считаю, что разговоры о бесплодности социализма, его историческом крахе, мягко говоря, беспочвенны. Советский опыт, конечно, состоит из трагических ошибок и великих свершений. Но сводить его к одним ошибкам — нелепо». Некоторыми он даже рассматривался в качестве возможного сменщика Геннадия Зюганова на посту председателя КПРФ.
Председатель постоянной комиссии по обороне и безопасности Межпарламентской ассамблеи государств — участников Содружества независимых государств.
Скончался 8 ноября 2022 года на 73-м году жизни. Похоронен 11 ноября на Новодевичьем кладбище в Санкт-Петербурге.

## Семья
- Первая жена — Валентина[26].
  - Двое детей от первого брака.
- Вторая жена — Наталья С. Черкесова (Чаплина) — журналистка, директор информационного агентства «Росбалт»[27], председатель Совета директоров ООО «Петербургский Час Пик», член Координационного комитета российско-германского форума «Петербургский диалог»[16].

Его личным другом указывали Валерия Гергиева.

## Отзывы
- Генерал КГБ Алексей Кондауров в 2007 году отмечал: «Я с Черкесовым знаком, и хочу констатировать, что это человек порядочный и очень приличный… как ни относиться к его идеологическим заморочкам»[28].
- Издатель Дмитрий Волчек: «Сдох генерал Виктор Черкесов, которого я помню в роли следователя КГБ, уничтожавшего ленинградское культурное подполье. Именно он вёл дело Михаила Мейлаха, арестованного в 1983, устраивал обыски у феминисток и курировал последнее в СССР дело об антисоветской агитации и пропаганде, одним из фигурантов которого была Анна Ермолаева[англ.], ныне знаменитая австрийская художница[29][30][31]. Его фамилию мои знакомые произносили страшным шёпотом, но потом я увидел его воочию и сразу понял, что он набитый идиот. Как ни странно, понял это и Путин, вышвырнувший его на почётную свалку после претенциозной статьи про чекистский крюк»[32].
- Философ Татьяна Горичева: «По телевизору мелькает сытая рожа Виктора Черкесова. Он теперь большая шишка, заместитель министра МВД, борец с наркоманами. А когда-то эта недотыкомка преследовала не только меня и прочих диссидентов. Когда-то он ухитрился сократить жизнь и моим родителям»[33].

## Звания
- воинское звание — генерал-полковник — присвоено во время службы в ФСБ России[34]
- специальное звание — генерал полиции (09.12.2003) — присвоено во время службы в ФСКН России[34]

## Награды

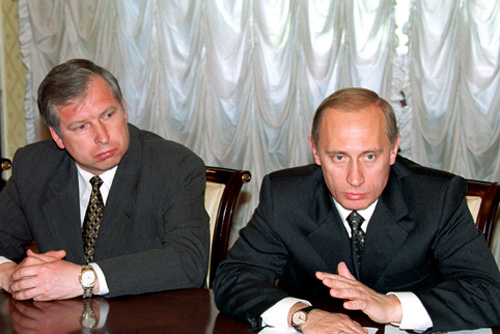
Черкесов и Путин

- Орден «За заслуги перед Отечеством» IV степени (18 июля 2005) — за большой вклад в обеспечение эффективной правоохранительной деятельности и высокие показатели в службе[35].
- Орден Почёта[36].
- Орден Красной Звезды[36] - согласно собственному свидетельству: "за работу по делу об американском шпионе Павлове. Он являлся комплексным секретоносителем по нашему ядерному подводному флоту. В загранкомандировках провел 12 встреч с немецкими и американскими разведчиками, за переданную им информацию Павлову перевели на счет в банке 104 тысячи долларов"[6].
- Орден «Содружество» (17 ноября 2005, Межпарламентская ассамблея СНГ) — за активное участие в деятельности Межпарламентской Ассамблеи и её органов, вклад в укрепление дружбы между народами государств — участников Содружества[37].
- Орден святого мученика Трифона I степени (РПЦ, 2006)[38].
- Заслуженный юрист Российской Федерации[4].
- Почётный сотрудник контрразведки[4].
- Медаль «За укрепление парламентского сотрудничества» (26 ноября 2015, Межпарламентская ассамблея СНГ) — за особый вклад в развитие парламентаризма, укрепление демократии, обеспечение прав и свобод граждан в государствах — участниках Содружества Независимых Государств[39].
- Медаль «МПА СНГ. 25 лет» (27 марта 2017, Межпарламентская ассамблея СНГ) — за заслуги в деле развития и укрепления парламентаризма, за вклад в развитие и совершенствование правовых основ функционирования Содружества Независимых Государств, укрепление международных связей и межпарламентского сотрудничества[40].